# Aeropuerto Francisco B. Reyes
El Aeropuerto Francisco B. Reyes (en filipino: Paliparang Francisco B. Reyes) (IATA: USU, OACI: RPVV) es un aeropuerto ubicado en el barrio de Decalachao del municipio de Corón en la Isla Busuanga, provincia de Paragua en Filipinas.
También comparte su uso con Coron. El aeropuerto recibe su nombre de Francisco Reyes, un alcalde de Coron durante la era de la Mancomunidad conocido por ceder los terrenos que actualmente ocupa el complejo aeroportuario.

## Aerolíneas y destinos
- Airphil Express | Manila, Puerto Princesa
- Cebu Pacific | Cebú Tacloban, Manila

## Estadísticas
Ver fuente y consulta Wikidata.